# Riziková společnost
Riziková společnost je koncepce německého sociologa Ulricha Becka (15. května 1944, Słupsk, Polsko – 1. ledna 2015), kterou popsal ve stejnojmenné knize vydané roku 1986. Současnou společnost Beck označuje pojmem společnost rizik a je podle něj „systematický způsob jak řešit nebezpečí a nejistoty vyvolané a představené modernizací“. Jako jeden z prvních tento pojem používal také významný sociolog Anthony Giddens. Dle Giddense je riziková společnost taková, která „se stále více zabývá budoucností (a také bezpečností), což vytváří dojem rizika“. Koncept se zaměřuje především na ekologické problémy, které jsou spojené s dějinnými katastrofami 20. století (výbuch elektrárny Černobyl a světové války). Beckovo dílo bylo často kritizováno pro svou neinovativnost; údajně opakovalo již známé myšlenky.

## Rysy rizikové společnosti

### Riziková společnost a podmínky její existence
Rizika, jejich definování, eliminace a obecně nakládání s nimi se stávají ústředním tématem současné společnosti. Ústřední postavení těchto rizik je dáno dvěma podmínkami. Za prvé je to možné pouze tam, kde neexistuje skutečný nedostatek, tedy tam, kde lidé nebojují vysloveně o přežití a každý kousek jídla. Druhou podmínkou je prudký rozvoj a růst výrobních sil. Situace, kdy lidé nejsou přímo existenčně ohroženi, dostává do popředí jiné otázky, tedy právě ohrožení spojené s přemírou výrobního rozvoje. Zatímco industriální i třídní společnost řešila, jak je možné bohatství přerozdělovat nerovnoměrně ale legitimně, riziková společnost se zabývá tím, jak jsou ve společnosti přerozdělována vznikající rizika. Základní otázkou potom zůstává, jak je eliminovat.

### Základní vlastnosti soudobých rizik v rizikové společnosti
Jedno z vlastností soudobých rizik je to, že jsou pro laika jen těžko rozpoznatelná a pochopitelná. Bývají to složité vědecké záležitosti a lidé jsou odkázáni na vysvětlení a interpretaci odborníků. Rizika mají své příčiny v určitém čase a prostoru, jejich důsledky však zasahují prostor i čas velmi vzdálený tomuto původu. „U modernizačních rizik je to, co je od sebe obsahově a věcně, prostorově a časově odděleno, uváděno do kauzálního vztahu a zároveň i do kontextu sociální a právní odpovědnosti“. Riziko samo o sobě nemá žádnou společenskou hodnotu, tu získává až ve spojení s hodnotami dané společnosti.

### Struktura rizikové společnosti
Ulrich Beck ve své koncepci několikrát zdůrazňuje, že riziková společnost je společností katastrof. Tvrdí, že éra třídní společnosti je sice dávno pryč, nově vzniklá rizika však naši společnost také rozdělují. Rizika sice teoreticky postihují všechny, nikdo si nemůže být jistý (ani bohatý před nimi neuteče), ale ani ona nejsou přerozdělována rovnoměrně. Mohou mít rozdílný vliv na konkrétního jedince podle jeho věku, povolání, vzdělání, pohlaví, přístupu k informacím atd. Rizika jsou stejně jako bohatství přerozdělována napříč společností, jsou však distribuována zpravidla opačně, kumulují se u slabších vrstev. Ti mají bydliště většinou v oblasti průmyslových center, kde je riziko naprosto bezprostřední. Lidé, kteří mají dostatek financí a informací mají větší šanci rizikům předejít nebo je alespoň úspěšně kompenzovat. Některá rizika jsou naopak charakteristická rovnocennou distribucí, kdy fakticky přispívají k rovnosti ve společnosti (neexistuje sociální skupina, jež by nebyla v případě jaderné havárie ohrožena radioaktivním zářením). Roste také rozdíl mezi jednotlivými státy – rozvojové země jsou ohroženější než rozvinuté. Hlavním tématem rizikové společnosti se stává bezpečnost (srov. třídní společnost – rovnost).
Ulrich Beck na rizikovou společnost rovněž aplikuje pojem bumerangový efekt. Ten znamená, že jsou ohroženi i ti, kteří rizika vytvářejí (tedy průmyslníci a vědci).

### Vztah člověka a přírody
Zatímco v minulosti člověk s přírodou spolupracoval, dnes je naopak tento vzájemný vztah nebezpečný. Problémy spojené s přírodou se nás nyní bezprostředně dotýkají. To souvisí s průmyslovými změnami – kolem nás vyrůstají jaderné elektrárny, laboratoře a nikdo neví, jakým způsobem lidská práce produkovaná v těchto „továrnách“ na přírodu působí a civilizace tak ohrožuje sebe sama.
V současnosti je nebezpečná také možnost debaty o přírodě bez člověka. Hrozbou pro nás jsou škodlivé látky v ovzduší, ve vodě či v potravinách. Kromě jedinců jsou tato rizika velkým problémem i pro oblast politickou a ekonomickou. Mají tendenci narušovat politický systém.

### Kritika vědy
V celém díle je patrná Beckova ostrá kritika současné vědy. Domnívá se totiž, že badatelé společnost dostatečně neinformují nebo informují zkresleně. Veškerá data lidem zprostředkují pouze prostřednictvím vzorců a grafů, které jsou pro laika nepřístupné. Výzkumy se soustředí pouze na přírodu a potraviny, nikoli na člověka, který jakožto živý tvor může rovněž produkovat škodlivé látky. Při své práci přestávají být vědci objektivní, protože pracují v závislosti na tom, co od nich očekává veřejnost. Za nebezpečné považuje i mezní hodnoty (tj. hodnoty škodlivých látek, které jsou pro lidi ještě přijatelné). Velmi ostře se vymezuje také proti pokusům na zvířatech.
Aby se věda stala v očích veřejnosti věrohodnou, je nutné eliminovat omyly v interní sféře. Důležitá je i kritika vědy. V době modernizace je kritika faktorem, který nutí vědu odhalovat své nedostatky společnosti. Věda se navíc neustále rozpíná. A aby v tom mohla pokračovat, je důležitá rozprava o rizicích, které s sebou modernizace přináší.
Zdravotnictví podle Becka nejvýznamněji ovlivnilo růst světové populace. Díky lékům a inovativním operacím se dnes lidé mohou dožít velmi vysokého věku. Naopak ale došlo k extrémnímu nárůstu tzv. chronických chorob, které medicína dnes sice dokáže diagnostikovat, ale ve většině případů je neumí vyléčit. Další novinkou je umělé oplodnění, které s sebou nese do budoucnosti potenciální změny nepředvídatelného rozsahu. Každým rokem se počet takto narozených dětí zvyšuje a absence partnera už pro ženu není překážkou na cestě k potomkovi.
Proti vědcům staví Ulrich Beck média, jejichž úloha podle něj stále roste. Začínají totiž mít stěžejní informační funkci.

### Rizika a sdělovací prostředky
Média ovlivňují hlavně sociální vnímání daného problému a v mnoha případech by bez jejich přičinění nebyla rizika ve společnosti vůbec zaznamenána. O rizicích není žádoucí referovat jen v mantinelech chemicko-biologicko-technických zjištění, kdy hrozí nebezpečí, že bude člověk významově redukován na pouhou organickou soustavu. Ulrich Beck se vyslovuje k nutnosti vzít při popisu rizik a práci s nimi v potaz i sociální a kulturní aspekty rizik. Sdělovací prostředky totiž mají značný vliv na společenský význam rizik a chápání tohoto významu. Různí aktéři v mediální aréně rizika vědomě ale i nevědomě relativizují a redefinují.

## Proces individualizace
V důsledku společenské přeměny v moderní společnosti dochází k osvobozování jedinců od sociálních forem jako jsou třídy, genderové statusy a sociální vrstvy. Tento proces započal po druhé světové válce v bohatých západních státech, kdy se několikanásobně zvýšily platy dělníků a zvedla se jejich životní úroveň. Přestali tak být chudou třídou a ocitli se, stejně jako celá společnost, o třídu výš. Tento skok Beck nazývá eskalátorovým efektem. Dělníci už se vzhledem k lepší životní situaci nesdružují do politicky aktivních tříd a zaměřují se více sami na sebe. S procesem individualizace tedy zanikla společnost velkých skupin. Lidé se naučili pojímat sami sebe jako střed jednání a největším rizikem už pro ně nejsou přírodní katastrofy, ale osobní selhání. Důležitým prostředkem v individualizačním procesu je závislost lidí na institucích. Lidé jsou například závislí na vzdělání, které je klíčem k pozdějšímu uplatnění na trhu práce. Postupně zanikly stavy a třídy a spolu s nimi zanikla i sociální stratifikace a sociální mobilita. Jedinými velkými skupinami, které dosud přetrvaly, jsou takzvané účelové koalice (např. občanské iniciativy nebo voliči určité strany).
Z marxistického hlediska se tedy jedná o kapitalismus, v němž dynamika trhu zničila sociální třídy, ale sociální nerovnosti, především mezi muži a ženami, nadále přetrvávají, ačkoliv se ženy se staly v mnoha oblastech svobodnějšími než dříve. Individualizace se tak projevuje i uvnitř rodiny, kdy se žena sice stará o domácnost, ale zároveň se chce uplatnit na trhu práce stejně jako muž. Jako třídy nahradily stavy a rodina nahradila třídy, tak nyní jednotlivci nahrazují referenční rámec rodiny. Cílem jednotlivců už není mít šťastnou rodinu a dům. Mnohem častěji dnes lidé uvádějí jako životní cíl seberealizaci.

## Otázka budoucnosti
Ulrich Beck je při výhledu do budoucnosti velmi skeptický. Tvrdí, že rizikům již nelze zabránit. Podlamují nejen lidské zdraví, ale do budoucna mohou být hrozbou i pro politické systémy. Ekologickými riziky se musí nyní začít zabývat i vlády jednotlivých států. Záhy se podle Becka totiž začnou hroutit i trhy. Tím, že lidé budou o rizicích neustále spekulovat, vytvoří ideální prostor pro konflikty mezi různými vrstvami obyvatelstva.
Beck navrhuje k rizikům přistupovat racionálně a připouštět si je i tam, kde nejsou na první pohled viditelná. Odsuzuje slepou důvěru ve vědu, navrhuje angažovanost i obyčejných lidí. Nabízí také tři alternativy do budoucna: návrat k industriální společnosti, demokratizaci technicko-ekonomického vývoje a diferenciovanou politiku.
Pro první teorii jsou typické snahy o poučení z minulosti. Klíčovou roli bude mít hospodářská politika, která bude ovlivňovat nezaměstnanost a tím oslabovat vliv politiky. V případě diferenciované politiky naopak dojde ke zrušení hranic mezi politikou a nepolitikou. Postupem času bude politika čím dál tím více omezována. Proto bude důležité, aby si společnost uvědomila, že může ovlivňovat společenský život a tím i politiku. Tento subpolitický model začne postupně dominovat, tím bude potlačovat demokracii a zbavovat stát moci.

## Riziková společnost a terorismus a využití teorie rizikové společnosti v sociálněvědním výzkumu
Terorismus je po 11. 9. 2001 jedním z nejvíce medializovaných rizik. V souvislosti s tímto tématem vyvstává řada otázek. Jak se vypořádat s tím, že teroristický útok hrozí prakticky kdykoliv a kdekoliv? Jak moc jsou na místě obavy o životy naše, našich rodin, přátel? Kde se nachází hranice mezi odpovídajícím znejistěním a hysterií a kdo ji definuje?
Reálné dopady rizika terorismu vhodně ilustruje studie pracující s teorií rizikové společnosti uskutečněná v USA v roce 2004. Ta mapuje vývoj bezpečnostních opatření ve velkých nákupních centrech po 9. 11. 2001. Až 16 % všech zkoumaných obchodních center navýšilo výdaje na bezpečnostní opatření, méně než třetina pak nacvičovala zákrok v případě teroristického útoku ve spolupráci s policií nebo hasiči. Autoři pak konstatují, že ačkoliv strach z teroristického útoku občanů USA je značný, reálné dopady míře obav neodpovídají.